# Chanel 2.55
La 2.55 è una borsa creata dalla stilista francese Coco Chanel ed attualmente in commercio dall'omonima maison. Il suo nome è dovuto al mese e all'anno della sua creazione, ovvero il febbraio del 1955. 

## Storia
Nel 1955 Coco Chanel si pose l'obiettivo di inventare un nuovo tipo di borsetta, che rispondesse alle esigenze della donna degli anni '50, una donna moderna, attiva e dinamica. Doveva essere un accessorio elegante ma allo stesso tempo pratico e funzionale rispetto alle scomode pochette a mano che prima di allora le donne erano obbligate ad indossare nelle occasioni formali e che impegnavano le loro mani. Su una borsetta matelassé (ossia la classica impuntura a rombi) aggiunse una pratica catena regolabile, che permetteva alle donne di indossarla a spalla o a tracolla. I primissimi modelli furono fabbricati in jersey, lo stesso tessuto usato da Mademoiselle per la creazione dei suoi tailleurs, in seguito fu impiegata anche la pelle d'agnello.
Nel 1983, dodici anni dopo la morte di Coco, Karl Lagerfeld divenne il direttore creativo della maison Chanel. Lagerfeld volle compiere un restyling della 2.55, aggiungendo una lunga e sottile strisciolina di pelle tra gli anelli della catena che componevano la tracolla e cambiando il "Mademoiselle lock" rettangolare con il "double C lock" ovvero la chiusura a doppia C, il logo distintivo della maison. Questa nuova borsa prese il nome di "classic flap" anche detta 2.88. 
A questi modelli in tempi più recenti se ne sono aggiunti altri due, la Jumbo (30.5cm x 20.3cm x 7.6cm) e la Maxi Jumbo (34cm x 24cm x 10,5cm), che presentano dimensioni "sovradimensionate" della classica Chanel 2.55. Queste versioni hanno avuto un notevole successo commerciale, regalando all'iconica borsa un'immagine pratica, ironica e moderna. 
Nel 2005, in occasione del cinquantesimo anniversario della nascita della borsetta, Lagerfeld, reintrodusse sul mercato la 2.55 originariamente creata da Coco con il nome "reissue" che in inglese vuol dire appunto "riedizione". Quasi ogni anno inoltre, la 2.55 viene riproposta nelle nuove collezioni, spesso impreziosita da svariati materiali, tessuti o pellami. L'impiego di materiali di elevato pregio e qualità sono i motivi del suo elevato costo che la rende una delle borse più desiderate di tutti i tempi, quasi al pari della Birkin Bag di Hermès.

## Simbologia
La Chanel 2.55 racchiude in sé un po' della storia della stilista che l'ha inventata, progettata e realizzata. Si dice che il tipico matelassé della borsa si ispiri ai giubbotti dei garzoni di scuderia visti da Coco nelle piste da corsa. L'interno di un color bordeaux intenso si ispira alle divise dei bambini dell'orfanotrofio che Coco frequentava da piccola. La fattura della catena ricordava a Coco i portachiavi dei guardiani dello stesso orfanotrofio. Si dice che nella tasca sotto la patta di chiusura, Coco fosse solita conservare le lettere d'amore dei suoi numerosi amanti, mentre impiegava la taschina sul retro della borsa per riporre monete e denaro.